# 평택휴게소

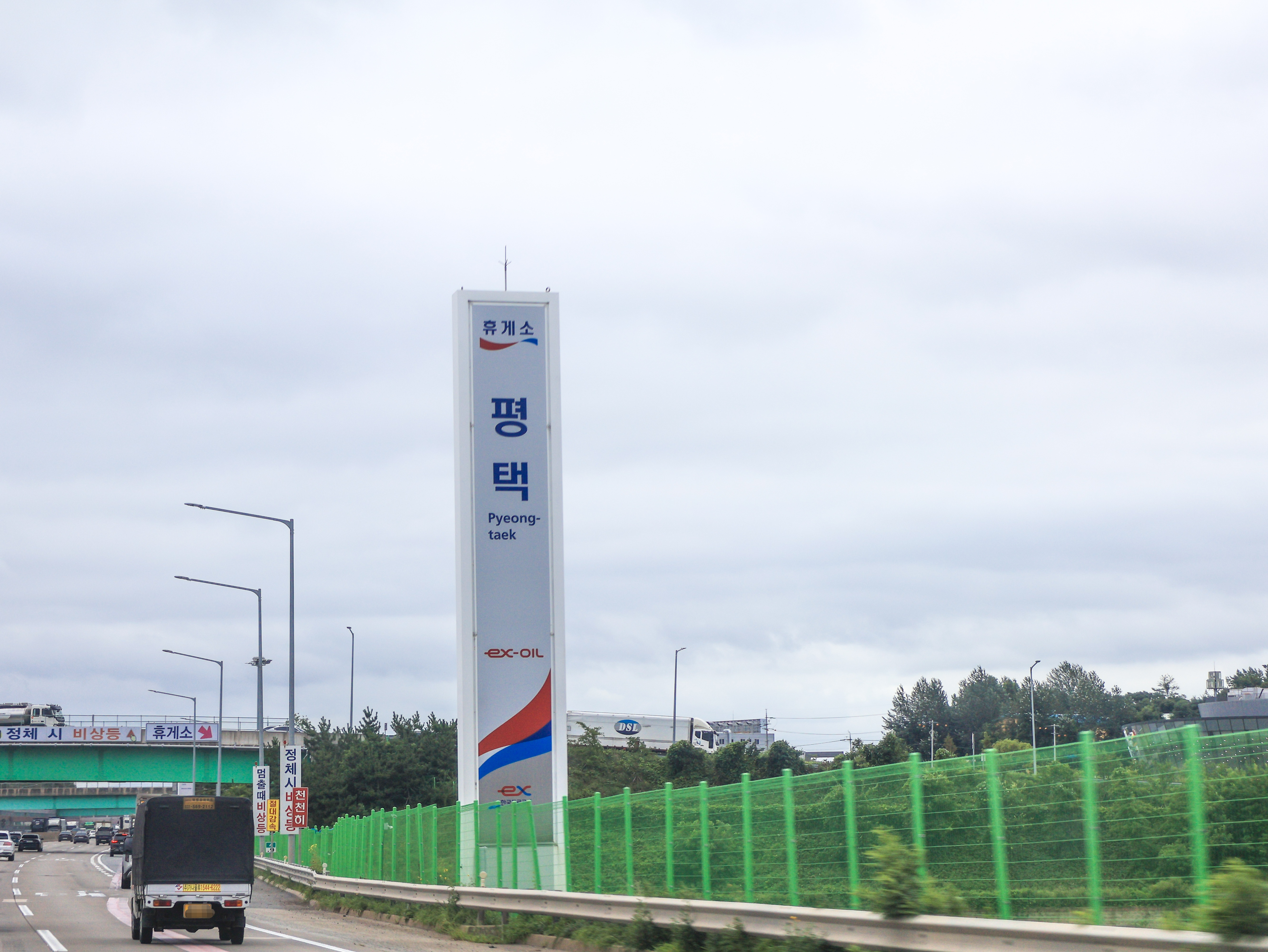
입구 진입 전에 있는 안내 표지 (2024년 7월)

평택휴게소(平澤休憩所, Pyeongtaek Service Area)는 경기도 평택시 청북읍 평택제천고속도로 6 (현곡리)에 위치한 평택제천고속도로의 고속도로 휴게소이다. 양방향 모두 휴게소가 통합형으로 존재한다.
평택시흥고속도로 송산포도휴게소와 평택제천고속도로 안성맞춤휴게소 구간 거리가 64 km로 매우 멀어서 거리 문제를 해소하기 위해 2020년 9월 24일에 신설 개장하였다.

## 역사
- 2016년 9월 21일 : 2019년까지 평택복합휴게시설 조성을 위해 경기도 평택시 청북면 현곡리 ~ 토진리 910m 구간 도로구역 변경[1]
- 2020년 9월 24일 : 휴게소 신설 개장과 함께 평택휴게소로 영업 개시[2]

## 시설
- 편의시설 : 모유수유실(아기와엄마가행복한방), 화물차라운지(샤워실, 수면실, 건강센터, 세탁실, 체력단련실), 무인안내소 및 PC, FAX
- 장애인화장실 : 1층 2개소, 2층 2개소, 가족사랑화장실
- 브랜드매장 : 할리스커피, 엔제리너스커피, 앤티앤스프레즐, 호이차, 던킨도너츠, 파리바케트, 강릉육쪽마늘빵, 나뚜루&바움, 호봉토스트, 마성떡복이, BHC, 탐앤탐스 로봇커피, 호떡당, 마법사꽈배기
- 간식류 : 백년나무 호두과자, 부산어묵, 만쥬리아, 핫앤츄 닭강정, 핫바, 맥반석오징어,
- 편의점 : CU 편의점
- 게임존 : 포켓몬가오레, 프리채널
- 의류 및 잡화 : 네파, 엘르골프, 크록스, 코베아 캠핑용품, 옷칠기, 애견용품, 보세의류, 악세사리
- 1층 식당가 : CJ 푸드오클락(진한국물탕, 별의별면, 비스트로, 소담상, 차이나호, 바삭카츠), 집에서먹는밥
- 대표음식 : 평택나루사골우거지국밥
- 2층 : 화물차라운지, 후레쉬빌 깡나미식당, 강남콩커피, 피규어 판매장
- 평택시 농산물 브랜드 : 슈퍼오닝 홍보매장
- 주유소, LPG 충전소 : SK에너지(주유소, 충전소), 세차장

## 전후
평택 방향
- 청북 나들목 ← 평택휴게소 ← 평택 분기점
- 고속도로 기점 ← 평택휴게소 ← 안성맞춤휴게소

제천 방향
- 청북 나들목 → 평택휴게소 → 평택 분기점
- 고속도로 기점 → 평택휴게소 → 안성맞춤휴게소